# Asceză
Asceza (din limba greacă ἄσκησις, „exercițiu”) (numită și „ascetism”) este un stil de viață caracterizat de abstinență de la unele plăceri lumești. Sunt de asemenea, în limbajul religios, un ansamblu de exerciții fizice și spirituale, considerate purificatoare, efectuate de unii călugări.
Opusul ascezei este libertinajul.
Se poate face diferența între asceza individuală și cea colectivă, un exemplu de asceză colectivă fiind postul din luna Ramadan în religia islamică.

## Tipuri
1. a propriului corp
  1. asceză alimentară
  2. asceză sexuală sau celibat
  3. neglijarea igienică individuală (nespălare etc.)
  4. desconsiderarea nevoilor naturale (somn, căldură etc.)
2. a temeliilor vieții externe (renunțarea la proprietate)
3. a personalității proprii (consacrarea proprie într-o comunitate sau/și unei ființe superioare, de ex. Dumnezeu).
  1. renunțare la comunicare (tăcere)
  2. izolare (clausură)
  3. apatrie (pribegie, predicatorie ambulantă, călugărie cerșetoare)
  4. constrângere (supunere, renunțarea la mobilitate)

## Motivații
Motivațiile ascezei pot fi de tip religios sau filozofic, dar pot avea și alte origini, cum ar fi în cazul unui protest social sau politic (greva foamei). Asceza poate face uneori parte din anumite antrenamente sportive.

## Asceza sexuală
Asceza sexuală este practicată de Biserica Romano-Catolică, de ordine călugărești, de pustnici sau de alte credințe (de exemplu preoții tibetani etc). Asceza sexuală poate provoca efecte biologice deranjante. Astfel, din chiar debutul secolului V, sfântul Augustin, deja la o vârstă respectabilă pe atunci, scrie (în Confesiuni, cartea 10, capitol 30, paragraf 42) despre cum se ruga fierbinte la Dumnezeu ca să-l libereze de jena poluțiilor nocturne; Luther, un dușman declarat atât doctrinar cât mai ales practic al celibatului, remarca (Clerical Celibacy, The Heritage, William E, Phipps, Continuum 2004, p. 154) și el dificultățile întreprinderii când amintea că atunci când îl apucau dorințele sexuale, sfântul Ieronim se bătea cu cărămida-n piept, deși bietul nu reușea să-și scoată doar cu-atât fetele din inimă. Alți asceți precum Benedict (care se culca pe-un pat cu ghimpi) și Francisc (care se muncea făcând bulgări de zăpadă) se chinuiau și ei, fiecare cum găsea bun, ca să-și potolească natura din ei. La unii bărbați asceza sexuală poate fi sursă de comportamente aberante, gen pedofilie în mânăstiri, așa cum descria încă din secolul al XI-lea Petru Damian (în lucrarea “Cartea Gomorei”). Istoricii explică că obiceiul închinării copiilor (“child oblation”), practică prin care un copil de 5 (și mai târziu 12 ani) era dat în Evul Mediu și epoca premodernă unei mănăstiri pentru a fi crescut și format călugăr/călugăriță, nu făcea decât să complice endemica homosexualitate de circumstanță din mănăstiri (dacă e să-l credem pe Petru Damian) cu pedofilie. Romanul memoriu Călugărița al lui Denis Diderot, a cărei concepție și urzeală chiar se datorează unui caz real din epocă, în care o tânără obligată la călugărie de părinți cere autorităților anularea declarației de legământ, descrie și el consecințele nefaste (o soră a scriitorului a murit nebună în mănăstire) ale călugăriei pentru femei, cea mai banală fiind, din nou, homosexualitatea, autorul considerând că la acestea “corpul vorbește în locul lor, căci nu-i putem lega limba, acesta exprimând majestuos partea revendicată de carnea care suntem și pe care n-o putem adormi”.
Nuliparitatea (situatia unei femei de a nu fi avut nicio naștere) este un factor de risc medical. Prin 1713, medicul italian Bernadino Ramazzini observa năpasta blestemată (accursed pest) care lovește atât de des măicuțele în mânăstiri (vezi “The Lancet”, “The Plight Of Nuns: Hazards Of Nulliparity”, de Kara Britt și Roger Shart, vol. 379, 23 iunie 2012). “Năpasta” de care vorbea medicul era cancerul de sân, de ovare și uterin, la care și călugărițele sunt mult mai expuse decât populația generală, la fel ca toate femeile nulipare.

## Informații corelate
- Sănătatea mintală a lui Iisus Hristos
- Complexul Mesia
- Complexul lui Dumnezeu
- Sindromul Ierusalim
- Sindromul Stendhal
- Tulburarea bipolară
- Schizofrenia